# Каліфорнійський технологічний інститут
Каліфорнійський технологічний інститут (англ. California Institute of Technology; часто скорочується до Caltech, українською «Калтех» або «Калтек») — приватний університет, розташований в місті Пасадена в штаті Каліфорнія.  Калтех — один з провідних університетів в США, і один з двох найважливіших, разом з MIT, що спеціалізуються в точних науках і інженерії.  Калтеху також належить Лабораторія реактивного руху, яка запускає велику частину автоматичних космічних апаратів NASA.

## Історія
У 1891 році бізнесмен і політик Еймос Труп заснував технічне училище в Пасадені під назвою Університет імені Трупа (англ. Throop University).  Неодноразово перейменоване, училище нарешті перетворилося на Каліфорнійський технологічний інститут в 1920 році.
Перетворення училища на першокласний університет і науковий центр почав астроном Джордж Гейл, що приїхав до Пасадени в 1907 році як перший директор обсерваторії Маунт-Вілсон.  Науковими дослідженнями в США ще мало хто займався, і Гейл побачив шанс зробити Пасадену центром наукової діяльності.  Він зумів привернути достатньо грошей і землі благодійників, щоб побудувати сучасні і добре обладнані лабораторії.  Потім він переконав двох видних американських учених того часу, хіміка Артура Нойза і фізика Роберта Міллікена, стати професорами Калтеху.
Під керівництвом Гейла, Нойза і Міллікена, на хвилі економічного буму в південній Каліфорнії Калтех став набагато відомішим протягом 1920-х років.  У 1923 році Міллікен отримав Нобелівську премію з фізики.  У 1925 університет додав геологічний факультет і відділення гуманітарних і суспільних наук, яке очолив Вільям Беннет Манро, у той час глава відділення історії, політики і економіки в Гарвардському університеті.  У 1926 р. був створений факультет аеронавтики, який зрештою привернув увагу Теодора фон Кармана, що організував потім лабораторію реактивного руху.  У 1928 р. університет заснував біологічний факультет під егідою Томаса Моргана, першовідкривача хромосоми, а також почав будувати Паломарську обсерваторію.

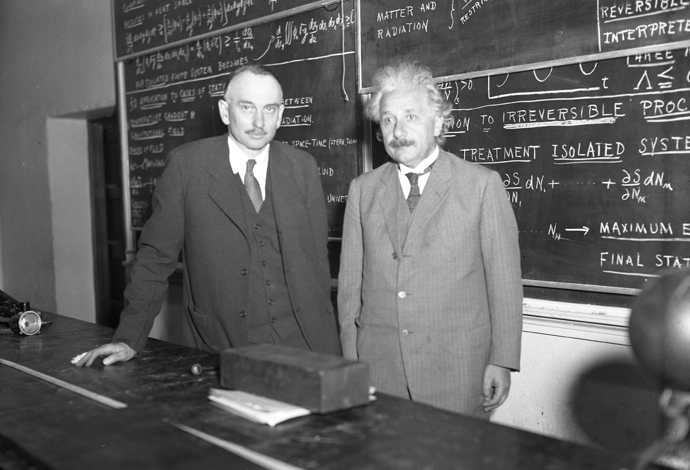
Річард Толмен та Альберт Ейнштейн у Калтеку (1932 рік)

Міллікен служив «головою виконавчої ради» (просто кажучи ректором) університету з 1921 по 1945 рік.  Він так вплинув на розвиток Калтеху, що той часто називають «університетом Міллікена» (англ. Millikans school). Міллікен ініціював програму запрошення в Калтех відомих вчених. Серед тих, хто прийняв його запрошення, були такі знаменитості, як Поль Дірак, Ервін Шредінгер, Вернер Гейзенберг, Гендрік Антон Лоренц і Нільс Бор. Альберт Ейнштейн вперше прибув в кампус Каліфорнійського технологічного інституту в 1931 році, щоб доопрацювати свою загальну теорію відносності, і згодом, у 1932 і 1933 роках, він повернувся в Калтех як запрошений професор.
З 1950-х до 1970-х років у Калтеху працювали два можливо найбільших фізика елементарних частинок того часу, Річард Філіпс Фейнман і Мюррей Гелл-Манн.  Обидва отримали Нобелівську премію за їх роль в створенні Стандартної Моделі фізики елементарних частинок.
Калтех залишається відносно маленьким університетом, в якому вчиться близько 900 студентів і 1200 аспірантів. Станом на жовтень 2018 року серед випускників інституту, викладачів і дослідників було 73 нобелівських лауреата (хімік Лайнус Полінг — єдина людина в історії, яка одноосібно отримала дві премії), 4 володарі медалі Філдса, 6 лауреатів премії Тюринга і 71 лауреат Національної медалі технологій та інновацій.

## Навчання
Вчитися в Калтех вважається важчим, ніж майже у всіх інших американських університетах. Студенти повинні засвоїти величезну кількість інформації за короткий час, і цей процес іноді порівнюється з питтям води з гідранта. Життя в Калтех іноді описують афоризмом: «Навчання, сон, суспільне життя: вибери два з трьох». Хоча найзнаменитіший факультет Калтеху — фізичний, останні декілька років ректор Девід Балтімор прагне підвищити репутацію університету в біології. Також викладаються такі міждисциплінарні програми, як «Обчислення і нейронні системи» (англ. Computation and Neural Systems, CNS).

### Факультети
Калтех ділиться на шість відділень (англ. divisions), кожне з яких надає студентам і аспірантам декілька спеціалізацій.
- Відділення біології

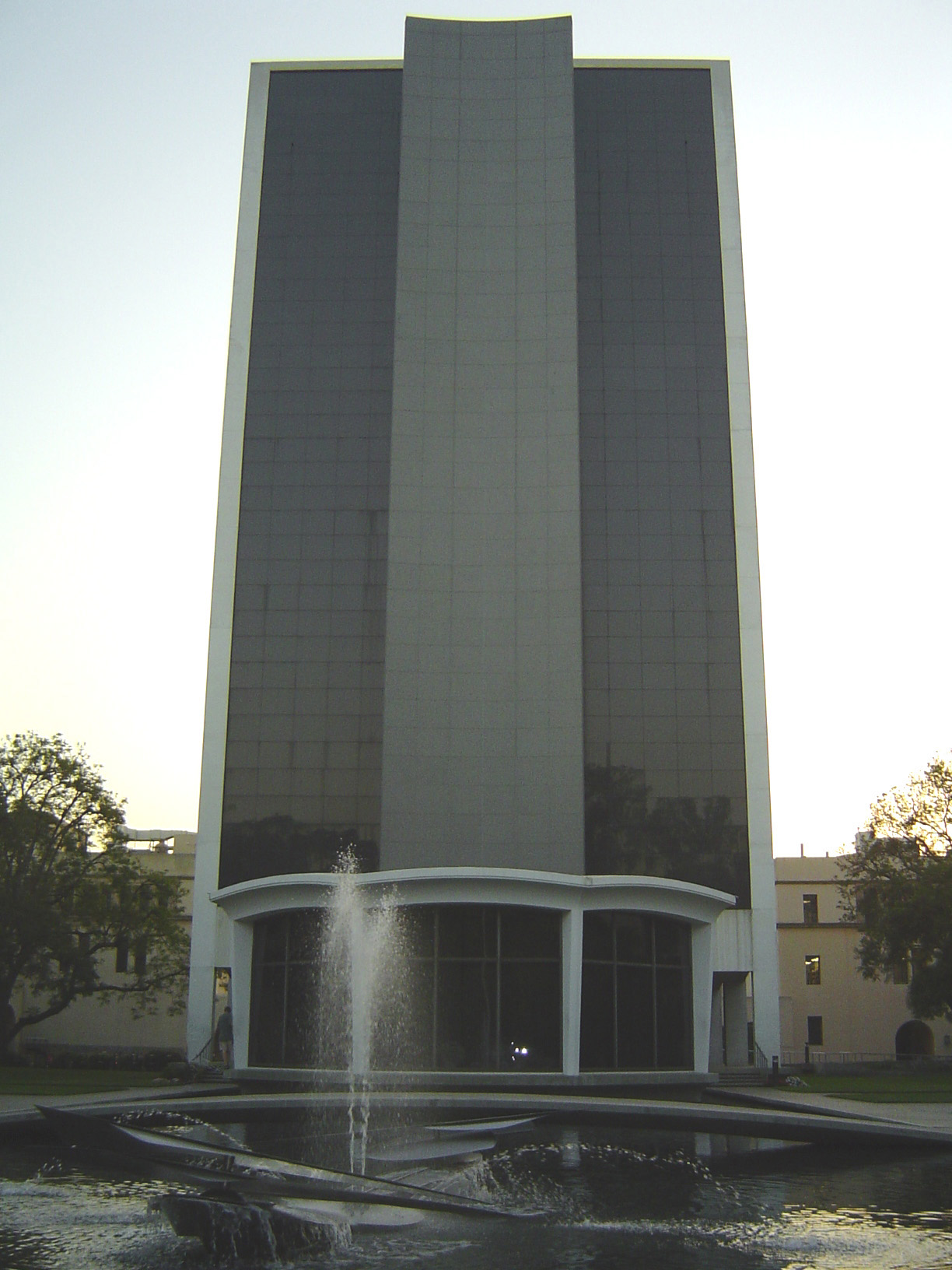
Бібліотека Міллікена, найвища будівля на кампусі

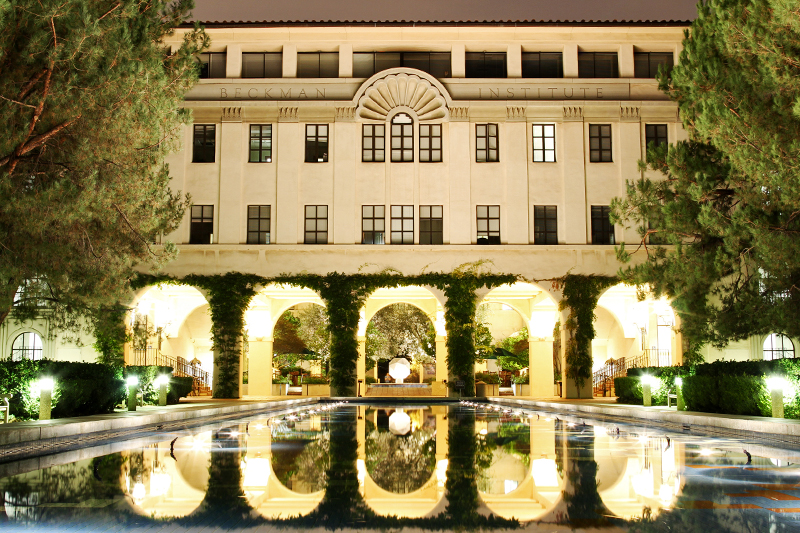
Інститут Бекмана

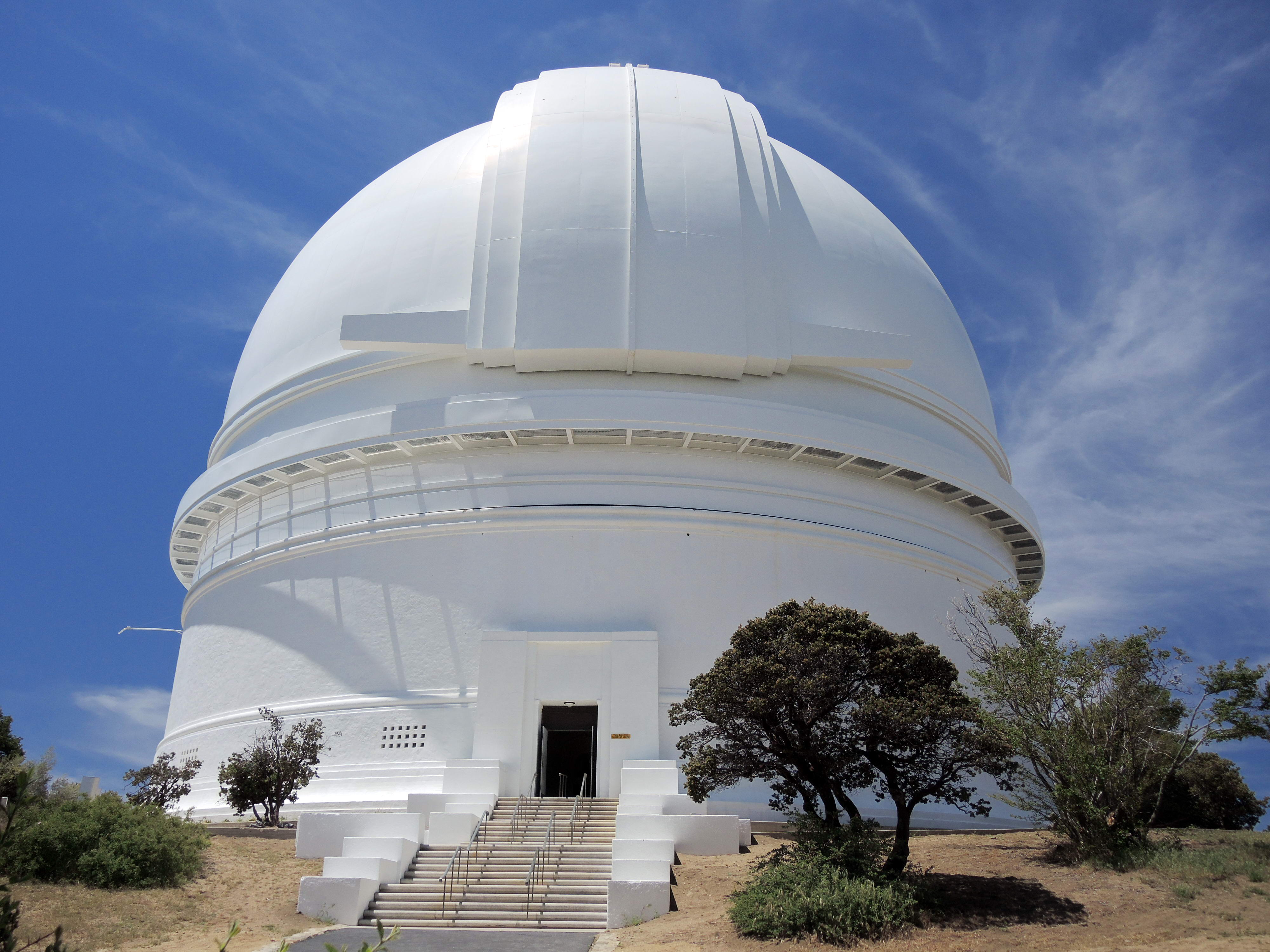
Паломарська обсерваторія

- Відділення хімії і хімічної інженерії
  - Хімія
  - Хімічна інженерія
- Відділення інженерії і прикладної науки
  - Аеронавтика (GALCIT)
  - Прикладна і обчислювальна математика
  - Прикладна механіка
  - Цивільне будівництво
  - Інформатика
  - Електрична інженерія
  - Матеріалознавство
  - Механічна інженерія
- Відділення геології і планетології
  - Геологія
  - Геофізика
- Відділення гуманітарних і суспільних наук
  - Гуманітарні науки
    - Історія
    - Англійська мова
    - історія і філософія науки

  - Суспільні науки
    - Економіка
    - Економіка бізнесу і менеджмент
    - Суспільні науки
- Відділення фізики, математики, і астрономії
  - Фізика
  - Математика
  - Астрономія
- Прикладна фізика
- Біохімія
- Біоінженерія
- Біофізика
- Обчислення і нейронні системи
- Регулювання і динамічні системи
- Наука і інженерія довкілля
- Геобіологія & Астробіологія
- Геохімія
- Планетологія

Деякі з цих спеціалізацій можливі і для студентів і для аспірантів, а деякі тільки для студентів або тільки для аспірантів.

### Програма для студентів

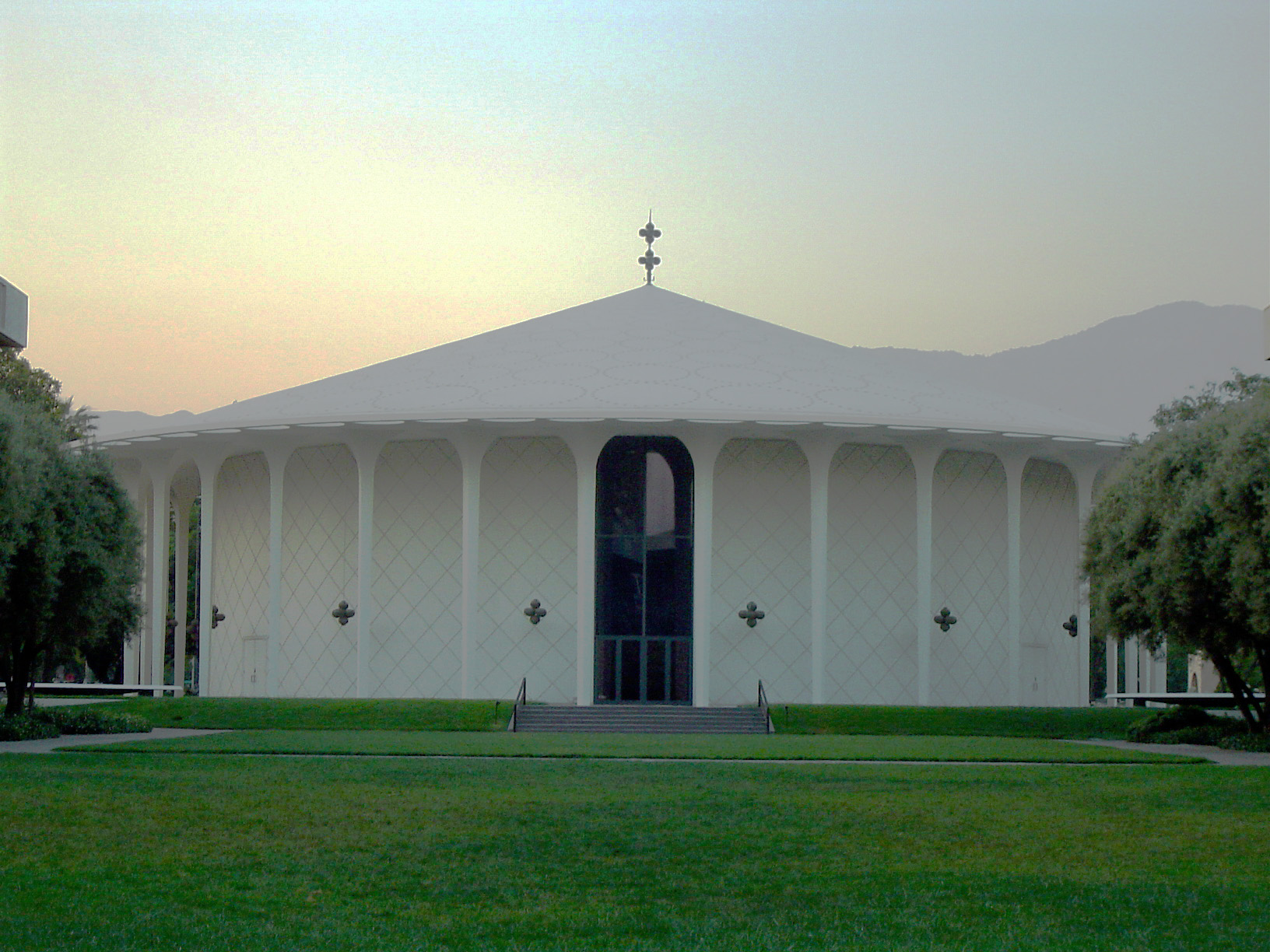
Зал Бекмана

Калтех вживає академічний календар, заснований на триместрах, які називаються чвертями, оскільки існує ще літня чверть, яку займають літні канікули. Оскільки зимові канікули традиційно включають тиждень між Різдвом (25 грудня) і Новим роком, це зрушує весь навчальний рік, так що заняття починаються в кінці вересня і закінчуються в червні. Також, на відміну від студентів інших американських вузів, Калтехівські студенти зазвичай слухають п'ять курсів, а не чотири. Нарешті, спеціальності в Калтесі (англ. options) не діляться на основні (majors) і другорядні (minors), хоча деякі спеціальності призначені для того, щоб бути додатковими. Студенти можуть спеціалізуватися в одному або двох предметах, але обов'язково з різних відділень. Хоча це означає, що спеціалізуватися одночасно у фізиці і математиці офіційно заборонено, для студентів, які можуть впоратися з цією комбінацією, зазвичай робиться виняток.
Калтех відрізняється широкою програмою обов'язкових курсів з точних наук. Всі студенти зобов'язані пройти п'ять триместрів математики, аж до диференціальних рівнянь і статистики, п'ять триместрів фізики, аж до квантової механіки, спеціальної теорії відносності, і статистичної фізики, два триместри хімії, і триместр біології. Всі студенти також зобов'язані пройти два триместри будь-яких лабораторій, а також дванадцять триместрів гуманітарних і суспільних наук, тобто в середньому один курс за триместр.
Не зважаючи на напружене навчання, дуже небагато студентів провалюють курси або взагалі вилітають з інституту, хоча студенти часто жартують щодо переводу в інший університет. Так виходить тому, що обставини пом'якшує декілька чинників. По-перше, перші два триместри першого року замість відміток ставиться залік або незалік, щоб полегшити перехід з школи в університет. У другому з них даються «тіньові відмітки», які показують студентам, які відмітки вони б отримали, якби вони зачитувалися. По-друге, студенти не змагаються один з одним, і майже у всіх класах вирішується і заохочується спільна робота над домашніми завданнями. Таким чином навіть студенти, які вчаться не дуже добре, можуть вивчити матеріал і не відставати.
Багато студентів Калтеху беруть участь в дослідницькій роботі, зазвичай через програму Літніх дослідницьких посад для студентів (англ. Summer Undergraduate Research Fellowships, SURF), і іноді продовжують її під час навчального року. Студенти створюють пропозиції для роботи спільно з професорами, і велика частина тих, що написали пропозиції отримують відповідні гранти.

## Культура

### Система будинків-гуртожитків

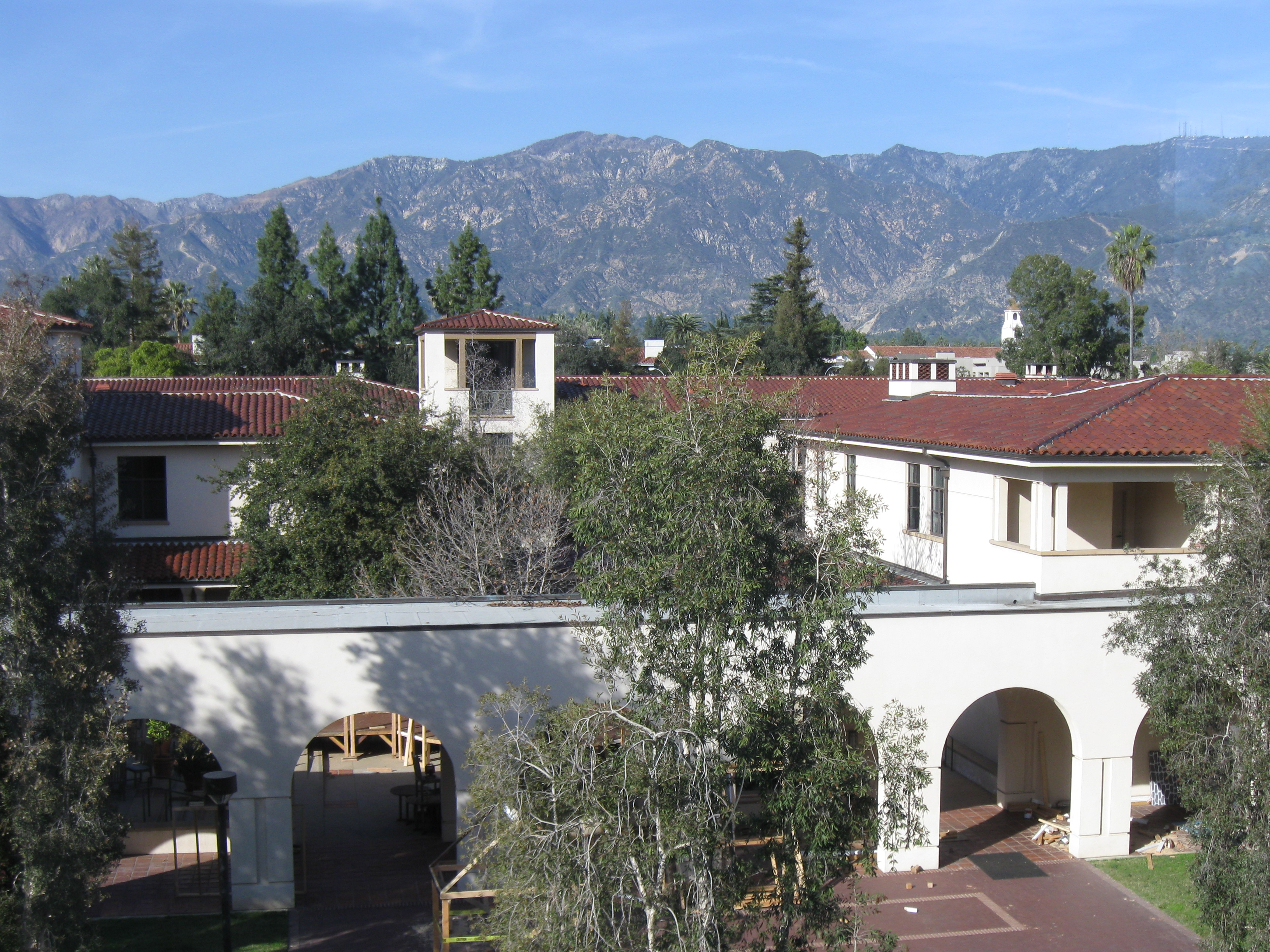
Гуртожиток Avery House

У 1930 і 1931 рр. комітет з дев'яти студентів, відвідавши декілька університетів в США, Європі і Канаді, вирішив, що найкраща система гуртожитків — така, в якій самі гуртожитки (або «будинки») створюють співтовариство і влаштовують суспільне життя, усуваючи необхідність в окремих організаціях з обмеженим доступом («братерств» англ. fraternities), які були вимушені асимілюватися в гуртожитки.  Скоро було побудовано чотири будинки (Блеккер, Ріккетс, Дабні і Флемінг), тепер звані Південними на відміну від побудованих в 1960 р. Північних будинків (Раддок, Ллойд і Пейдж).  У кожному будинку є своя культура, і нові студенти частково можуть вибирати будинок, в який вони потраплять, що допомагає будинкам зберігати культурну своєрідність.  У 1996 побудований будинок Ейвері, що відрізняється тим, що там спочатку не можна було жити першокурсникам, та зате там живуть разом із студентами аспіранти і професори.  Ейвері залишається притулком для тих, кому не підходить галасливе, активне життя у інших будинках.

### Традиції
У студентів Калтеха є безліч щорічних традицій.  Наприклад, в кожен Хеллоуїн студенти скидають гарбузи, заморожені в рідкому азоті і часто покриті новорічними лампочками, з даху бібліотеки Міллікена, найвищої будівлі на кампусі.  Також щорічно відбувається День прогулу, в який четвертокурсники виїжджають, залишаючи у своїх дверей складні пристрої і головоломки, які повинні вирішити команди молодшекурсників, щоб увійти.  Багато хто з четвертокурсників місяцями планує механічні, електричні і комп'ютерні перепони, а в день події професора відміняють всі лекції, щоб молодшекурсники могли спокійно брати участь.
Ще одна традиція — грати «Політ валькірій» якомога голосніше о сьомій ранку в перший день екзаменаційної сесії. Грати цю п'єсу в будь-який інший час заборонено, і члени будинку Блеккер купають одягненими будь-яких порушників цього правила.  Ця традиція настільки сильна, що випускника Калтеху астронавта Гаррісона Шмітта будили «Польотом валькірій» під час польоту «Аполлона-17».

### Розіграші
Студенти Калтеху регулярно проводять розіграші в університеті і околицях.  У 1987 році студенти змінили гігантський знак «Голлівуд» на «Калтех», накривши частини букв.  У 1984 р. вони поміняли табло в пасаденському Стадіоні троянд так, що воно показувало уявний матч, де Калтех переміг 38-9 проти MIT. У 1961 р. на тому ж стадіоні студенти змінили інструкції уболівальникам, які повинні були створювати малюнки за допомогою кольорових карток, так що ті виписали «Калтех» величезними буквами, які були видні всій країні по телевізору.
Весною 2005 року, ця традиція розповсюдилася ще далі від кампусу.  Під час програми для прийнятих в Массачусетський технологічний інститут школярів, студенти Калтеха провели декілька розіграшів.  Наприклад, вони покрили слово «Массачусетський» в назві університету на фасаді плакатом, на якому було написано «Ще один».  (Хакери — розробники розіграшів в MIT — скоро змінили ці слова на слово «Єдиний».)